# Gwendolyn Leick
Gwendolyn Leick (Austria, 1951-19 de noviembre de 2022) es una antropóloga, asirióloga y escritora austriaca. Es autora de diversas publicaciones sobre el Antiguo Oriente Próximo, incluyendo obras como A Dictionary of Ancient Near Eastern Mythology o Sex and Eroticism in Mesopotamian. También actúa como guía de turismo cultural en el Medio Oriente, dando conferencias sobre historia, arqueología y antropología.

## Obras
Gwendolyn ha publicado 10 libros:
- Mesopotamia: La invención de la ciudad (2002)
- The Babylonians (2002)
- A Dictionary of Ancient Near Eastern Mythology (1988)
- The Babylonian World (2007)
- Sex and Eroticism in Mesopotamian (1994)
- The A to Z of Mesopotamia (The A to Z Guide Series) (2010)
- Tombs of the Great Leaders: A Contemporary Guide (2013)
- A Dictionary of Ancient Near Eastern Architecture (1988)
- Who's Who in the Ancient Near East (1999)
- Historical Dictionary of Mesopotamia (2003)